# Monteton

Monteton este o comună în departamentul Lot-et-Garonne din sud-vestul Franței. În 2009 avea o populație de 277 de locuitori.

## Evoluția populației
| An        | 1975 | 1982 | 1990 | 1999 | 2006 | 2009 |
| --------- | ---- | ---- | ---- | ---- | ---- | ---- |
| Populație | 247  | 246  | 246  | 238  | 261  | 277  |